# Idiomas de Yugoslavia
Los idiomas yugoslavos o los idiomas de Yugoslavia son los idiomas hablados en los antiguos estados yugoslavos. Son principalmente lenguas Indo-europeos y dialectos, predominantemente variedades eslavas meridionales (serbocroata, esloveno y macedonio) así también idiomas como el albanés, arrumano, búlgaro, checo, alemán, italiano, veneciano, romaní balcánico, rumano, rusino, eslovaco y ucraniano. También hay lugares en donde variedades de lenguas no Indo-europeas, tales como el húngaro o el turco son hablados.

## Políticas idiomáticas en Yugoslavia
Desde 1966, las divisiones lingüísticas y étnicas eran parte  de la discusión pública en Yugoslavia. Las políticas lingüística fueron delegadas a un nivel comunal. La situación lingüística se vio reflejada en la constitución de cada república, y más detalladamente en las constituciones comunales.
Yugoslavia estableció sus políticas lingüísticas a nivel   federal, republicano, y comunal.
La política lingüística federal estaba redactada por los siguientes cuatro principios:
1. Las medidas domésticas eran la base de política de lengua.
2. Medidas especiales fueron requeridas. Garantizar "iguales derechos" para todos los grupos étnicos era insuficientes.
3. Integración de todas las naciones y las nacionalidades depende de las habilidades de la estructura político-administrativa para proporcionar mecanismos de expresión.
4. Cada nación y la nacionalidad tendría que tener una voz directa determinando medidas específicas.

## Lista de lenguas en Yugoslavia
Esta es una lista de los idiomas del antiguo país de Yugoslavia:

### Lenguas oficiales
- Idioma serbocroata, un idioma pluricéntrico y dialecto continuum de Bosnia y Herzegovina, Croacia, Montenegro y Serbia, actualmente dividido en cuatro variedades estándares nacionales utilizadas en los países respectivos después de la disolución de Yugoslavia: bosnio, croata, montenegrino y serbio.
- Idioma esloveno, lengua de Eslovenia
- Idioma macedonio, lengua de Macedonia del Norte (anteriormente Macedonia)

### Lenguas minoritarias
Varias minorías tuvieron un uso oficial en varios niveles infra federales:
- En la PAS de Voivodina, había cuatro lenguas minoritarias de uso oficial:
  - Húngaro;
  - Rumano;
  - Rusino (dialecto Bačka);
  - Eslovaco.

- En la PAS de Kosovo, el albanés tuvo uso oficial.

- En un nivel municipal, siguiendo las lenguas eran en uso oficial:
  - Albanés, en partes de la RS Macedonia y la RS de Montenegro;
  - Búlgaro, en partes de la RS de Serbia;
  - Checo, en partes de la PAS de Voivodina y de la RS de Croacia;
  - Húngaro, en partes de la RS Eslovenia y Croacia;
  - Italiano, igual que en el caso anterior, en partes de Eslovenia y Croacia;
  - Rusino, en partes de la RS de Croacia;
  - Turco, en partes de la PAS de Kosovo y de la RS de Macedonia;
  - Ucraniano, en partes de la RS Croacia.

- Se hablaban las siguientes lenguas minoritarias, pero no tuvieron ningún uso oficial:
  - Gagauz balcánico turco, hablado por personas turcas en la PSA de Kosovo y RS de Macedonia;
  - Romaní, a lo largo del país;[2]
  - Vlach, en partes de la RS de Serbia.